# 溝江長逸
溝江 長逸（みぞえ ながやす）は、戦国時代から安土桃山時代にかけての武将。朝倉氏、後に織田氏の家臣。越前国金津城主。

## 略歴
溝江氏は溝江郷南金津に根拠をもつ土着の豪族だったが、朝倉氏が一乗谷を中心に越前の支配を強めた頃、同氏に臣従した。『朝倉義景亭御成記』では、同名衆の中に溝江氏の名が確認出来る。
長逸と父の景逸は加賀一向一揆への備えとして金津に居を構え、しばしば一揆と戦い軍功を挙げた。また、溝江氏は堀江氏に対する目付的な存在であったと考えられており、永禄10年（1567年）3月、堀江景忠・利茂父子謀反の風聞が伝わると、溝江館を本陣として堀江氏の本庄館への攻撃が行われ、この結果景忠・利茂父子は加賀へ亡命した。
永禄12年（1569年）、織田信長の招きに応じて六条合戦（本圀寺の変）に参加し、戦功を挙げた。
天正元年（1573年）8月、朝倉義景が北近江に出兵した際には下口警固を名目に越前から動こうとせず、信長によって朝倉氏が滅ぼされると、長逸は本領安堵のうえ朝倉景行の旧領を与えられた。
しかし翌年の天正2年（1574年）1月に越前一向一揆が勃発し、2月10日に杉浦玄任を大将とした一向一揆勢に金津城を攻撃される。長逸らは数日間持ち堪えるが、2月19日に落城し、景逸・長逸父子は妙隆寺住職の辨栄ら一族郎党30余人と、客将の富樫泰俊とともに自害した。辞世の句は「思ひきや果つるまじ身も梓弓矢もさしはけず朽ち果てんとは」。
なお、長逸の子の長氏は難を逃れ、その後織田家に、次いで豊臣家に仕えて家を再興した。